# Arras Football

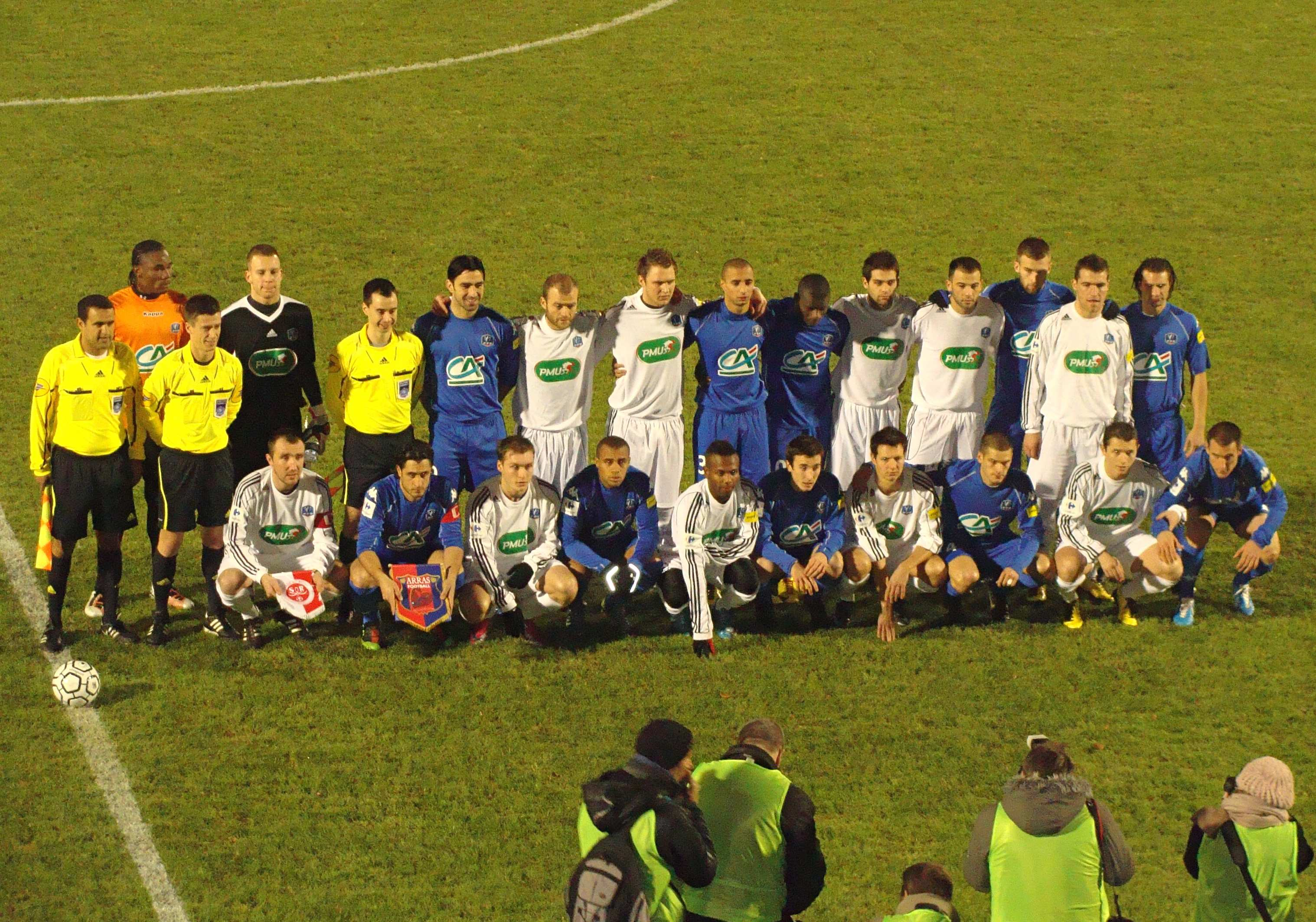
Zespół Arrasu w grudniu 2010 (mecz Pucharu Francji 2010/2011 przeciwko Stade de Reims

Arras Football – francuski klub piłkarski z siedzibą w Arras założony w 1901 jako Racing Club d'Arras, który w 1997 został połączony z US Arras Ouest, tworząc Arras Football. Swoje mecze rozgrywa na Stade Degouve Brabant o pojemności 3 000 widzów.